# بطنية
بَطْنِيَّة (الاسم العلمي: Gastridium)، جنس نباتات عشبية صغير (العدد) لكنه واسع الانتشار وهو من نباتات الإفريقية والأوراسية من فصيلة النجيلية. تسمى هذه الأعشاب أحيانًا بإسم أعشاب الصُؤَابَة.